# Ulriksdalova palača
Palača Ulriksdal (švedsko Ulriksdals slott) je kraljeva palača, ki stoji na bregovih reke Edsviken v Kraljevem narodnem mestnem parku v občini Solna, 6 km severno od Stockholma. Prvotno se je imenovala Jakobsdal po lastniku Jacobu De la Gardieju, ki jo je dal zgraditi arhitektu Hansu Jacobu Kristlerju v letih 1638–1645 kot podeželsko zatočišče. Kasneje jo je prenesel na svojega sina Magnusa Gabriela De la Gardieja, od katerega jo je leta 1669 kupila švedska kraljica Hedviga Eleonora. Sedanja zasnova je v glavnem delo arhitekta Nikodema Tessina starejšega in izvira iz konca 17. stoletja.

## Zgodovina
Hedviga Eleonora je imela velike načrte za palačo in jo je leta 1684 preimenovala v Ulriksdal v čast njenega bodočega lastnika, svojega vnuka, princa Ulrika. Princ pa je umrl pri enem letu in Hedviga Eleonora je palačo obdržala do svoje smrti leta 1715, ko je bila posest prenesena na krono v uporabo kralju Frideriku I.
Več risb Nikodema Tessina starejšega prikazuje veličastno palačo, visoko tri nadstropja, s strešno laterno, opremljenim podstrešjem in stranskimi krili, ki podaljšujejo fasado ob jezeru. Izvajanje Tessinovih načrtov se je začelo pod Hedvigo Eleonoro v 1670-ih, vendar je bilo zaradi finančnih težav ustavljeno okoli leta 1690.
Ko je kralj Friderik I. v 1720-ih nadaljeval gradbena dela, je imel palačni arhitekt Carl Hårleman drugačne zamisli kot Tessin starejši. Med značilnostmi, ki jih je vključil Hårleman, je bila ena prvih mansardnih streh na Švedskem. Sredi 18. stoletja sta palačo zasedala kralj Adolf Friderik in kraljica Luiza Ulrika. Kraljica je tukaj postavila gledališče, ki se danes imenuje Confidencen. Med vladavino Adolfa Friderika in njegovega sina Gustava III. (1771–1792) je bila ena glavnih rezidenc kraljevega dvora in kraj za razkošno dvorno življenje. Od leta 1792 do 1813 je služila kot rezidenca kraljice vdove Gustava III., Sofije Magdalene Danske. Po njeni smrti je bila palača nenaseljena do leta 1821.
Od notranjosti iz 18. stoletja se je ohranilo relativno malo, saj je Ulriksdal od leta 1822 do 1849 služil kot veteranska bolnišnica. Bolnišnico je ustanovil kralj Karel XIV. Janez Švedski za veterane rusko-švedske vojne 1808–1809. Palača je bila zato skoraj prazna, ko jo je leta 1856 pridobil princ Karel, kasneje kralj Karel XV. Švedski. Med vladavino Karla XV. (1859–1872) je bila palača njegova najljubša poletna rezidenca. S pomočjo arhitekta Fredrika Wilhelma Scholanderja in z obsežnimi nakupi starin je princ Karel lahko palačo zasnoval in opremil po svojem okusu. Veliko tega pohištva je še vedno na ogled. Med vladavino kralja Oskarja II. (1872–1907) jo je kraljica Sofija pogosto uporabljala kot svojo osebno poletno rezidenco: služila je tudi kot njena rezidenca kot vdova vse do svoje smrti leta 1913.
Leta 1923 se je princ Gustav Adolf, bodoči kralj Gustav VI. Adolf Švedski, poročil z Louise Mountbatten. Ulriksdal je postala tesno povezana s kraljevim parom. V njunem času je bila nekdanja viteška dvorana preurejena v dnevno sobo s pohištvom, ki ga je zasnoval oblikovalec Carl Malmsten.
Palača je za javnost odprta od leta 1986. Prvotno pohištvo je bilo preseljeno v ohranjene sobe, deli nekdanjih bivalnih prostorov pa se uporabljajo za razstavljanje predmetov iz umetniške in obrtniške zbirke Gustava VI. Adolfa ter zbirke srebra Gustava V.

## Gospodarska poslopja
Gledališče Confidencen v palači je v stavbi iz 1670-ih, ki je bila prvotno uporabljena kot jahalnica in kasneje kot gostišče. Leta 1753 je kraljica Louisa Ulrika naročila arhitektu Carlu Fredriku Adelcrantzu, naj stavbo preuredi v gledališče. Zgrajeno je bilo v rokokojskem slogu, sprejme 200 gledalcev in ima mizo à confidence, ki jo je mogoče spustiti skozi tla v klet, kjer jo je mogoče postaviti. Danes je Confidencen najstarejše rokokojsko gledališče na Švedskem, ponovno odprto leta 1981 in ga od takrat vodi Kjerstin Dellert.
Ulriksdalova palača je imela v severnem krilu prvotno kapelo, ki jo je leta 1662 zgradil arhitekt Jean de la Vallée. Kapela je bila porušena v času Gustava III., ki je leta 1774 prenovil palačo. Sedanjo kapelo je zasnoval arhitekt Fredrik Wilhelm Scholander in je bila zgrajena v letih 1864–1865 na vrtu palače v nizozemskem slogu nove renesanse z določenimi vplivi Benetk.
Ob palači je rastlinjak, danes Muzej oranžerije. Oranžerijo je konec 17. stoletja zgradil arhitekt Nicodemus Tessin mlajši. Kljub številnim kasnejšim spremembam Tessinova arhitektura še vedno prevladuje v oranžeriji, ki hrani dele kiparske zbirke Narodnega muzeja, vključno z deli kiparjev Johana Tobiasa Sergela, Carla Millesa in Johana Niclasa Byströma. Leta 2005 je oranžerija navdihnila oblikovanje glasbenega paviljona v Stålbogi.
- Princ Ulriksdal (1684–1685)
- Pogled na palačo iz Edsvikna januarja 2007
- Junona doji dojenčka Herkula, Oranžerija
- Oder gledališča Confidencen